# Stenopogon ischyrus
Stenopogon ischyrus là một loài ruồi trong họ Asilidae. Stenopogon ischyrus được Séguy miêu tả năm 1932. Loài này phân bố ở vùng Cổ Bắc giới.